# Brest Challenger 1988
Il Brest Challenger 1988 è stato un torneo di tennis facente parte della categoria ATP Challenger Series nell'ambito dell'ATP Challenger Series 1988. Il torneo si è giocato a Brest in Francia dal 28 novembre al 4 dicembre 1988 su campi in cemento indoor.

## Vincitori

### Singolare
Luke Jensen ha battuto in finale  Stéphane Grenier con il punteggio di 4–6, 6–3, 6–4.

### Doppio
John Letts /  Bruce Man Son Hing hanno battuto in finale  Thierry Champion /  François Errard con il punteggio di 6–3, 6–3.